# Parque de Rosalía de Castro
O parque de Rosalía de Castro de Lugo na Galiza, está enquadrado num espaço verde entre a Avenida Doutor García Portela, a rua Xornalistas Puro Cora, a rua Pascual Veiga e o Paseo da Vila de Foz. O parque estende-se para a zona baixa, limitando com a Ronda da República de Arxentina. Apesar de estar situado extramuros com casco vello, o parque tem um caracter cêntrico.

## História
As primeiras construções do parque datam dos anos 1909-1912, e a zona verde fora criada no ano 1925 com nome de Afonso XII da Espanha. Abriu-se já a mediados do século XX a modo de Cidade Jardim, com desenho de Eloy Maquieira. Na actualidade mantem o ar de boa acomodação urbanística que junto as vistas panorâmicas são alguns dos seus principais atractivos. Na actualidade conta com alguns elementos singulares: o galpão, a pérgula e um mapa da Península Ibérica em relevo.
Conta com 3.000 m². Com zonas ajardinadas e amplos passeios com muitas árvores altas e velhas. Dispõe dum palco da música, recinto infantil e mais de quarenta bancos. Os corredores principais cruzam-se em um grande espaço central presidido por uma fonte enfeitada com roseiras, um dos mais comuns arranjos florais do parque. Sobre a estrutura geométrica predomina a capa arbórea com especies de sombra e outras de grande porte entre as que necessitam salientar os abetos.
Possui um bom número de monumentos, o da escritora Rosalía de Castro (do qual acabou tomando nome o parque), o Alcalde López Pérez e Xosé Castiñeira Pardo; Assim mesmo, as entradas ao parque são múltiplas por qualquer dos seus lados. Existe, por outra banda, uma lagoa de aves aquáticas e mais umas grandes gaiolas "paxareiras" fechadas. Com tudo, o mais impressionante é o pombal.
Orientado para ao oeste situa-se um miradouro com forma de varanda sobre o que se abre a escalinata centrada com uma pérgula na esquina esquerda. O cenário ligeiramente elevado sobre o vale do Rio Minho permite uma boa panorâmica da paisagem lucense. O parque progride especial relevância durante as celebração nas Festas de San Froilán de Lugo, pois serve de espaço para atracções, barracas e quiosques.

## Outros artigos
- Lugo
- Rosalía de Castro